# Eduard Löwenthal
Pour les articles homonymes, voir Löwenthal.
Eduard Löwenthal (né le 12 mars 1836 à Ernsbach - mort le 26 mars 1917) était un écrivain wurtembergeois d'origine juive, engagé dans le mouvement pacifiste.
En 1874, il fonde le Deutscher Verein für internationale Friedenspropaganda. 

## Œuvres
- System und Geschichte des Naturalismus 1861
- Eine Religion ohne Bekenntnis 1865
- Le cogitantisme ou la religion scientifique 1886
- Cogitantentum als Staats- und Weltreligion 1892
- Der Bankrott der Darwin-Häckelschen Entwicklungstheorie 1900. – D. relig. Beweg. im 19. Jahrh., 1900. –
- Die neue Lehre 1901
- Die Fulgurogenesis 1902
- Organische Neubildung und Regeneration 1903
- Wahrer Monismus und Scheinmonismus 1907
- Neues System der Soziologie 1908
- Moderne Philosophen 1909
- Mein Lebenswerk 1910